# Acacia kelleri
Acacia kelleri är en ärtväxtart som beskrevs av Ferdinand von Mueller. Acacia kelleri ingår i släktet akacior, och familjen ärtväxter. Inga underarter finns listade i Catalogue of Life.